# Etzelpass
Der Etzelpass ist ein Pass im Schweizer Kanton Schwyz, der von Pfäffikon SZ nach Einsiedeln führt. Die Passhöhe liegt auf 950 m ü. M. unterhalb des Etzels. Die Länge der Passstrasse von Pfäffikon bis Einsiedeln beträgt 12 Kilometer. Ein Teil der Strasse ist auch Wanderweg und das Strassenprofil ist für Lokalverkehr dimensioniert und entsprechend für Durchgangsverkehr nicht geeignet.
Auf der Passhöhe stehen die nach Meinrad von Einsiedeln benannte Kapelle St. Meinrad und ein Gasthaus. Sie liegen an der Pilgerroute des Jakobsweges, die vom Zürcher Oberland über den Etzelpass zum Wallfahrtsort Einsiedeln und von dort bis ins nordspanische Santiago de Compostela führt.

## Geschichte
Die Etzelkapelle wird im 13. Jahrhundert erstmals urkundlich erwähnt. 1698 wurde sie abgebrochen und nach Plänen von Caspar Moosbrugger neu aufgebaut. Die Stuckatur schuf Pietro Neuroni aus Lugano, die Fresken Francesco Antonio Giorgioli aus Meride. Im Jahre 1960 wurde die Kapelle restauriert und unter den Schutz der Schweizer Eidgenossenschaft gestellt. Die letzte Renovation erfolgte in den Jahren 2010 und 2011.
Das ursprünglich hölzerne Pilgerhaus geht auf das 14. Jahrhundert zurück. Nach einem Brand wurde 1759 das heutige Gasthaus nach Plänen von Bruder Kaspar Braun errichtet, der auch den Marstall in Einsiedeln baute. 1983 wurde das Gebäude grundlegend restauriert.
Ab 1941 wurde der Etzelpass durch mehrere Infanteriebunker und Geländepanzerhindernisse gesichert. Die Sperrstelle Etzel war Teil des Schweizer Réduit.

## Galerie

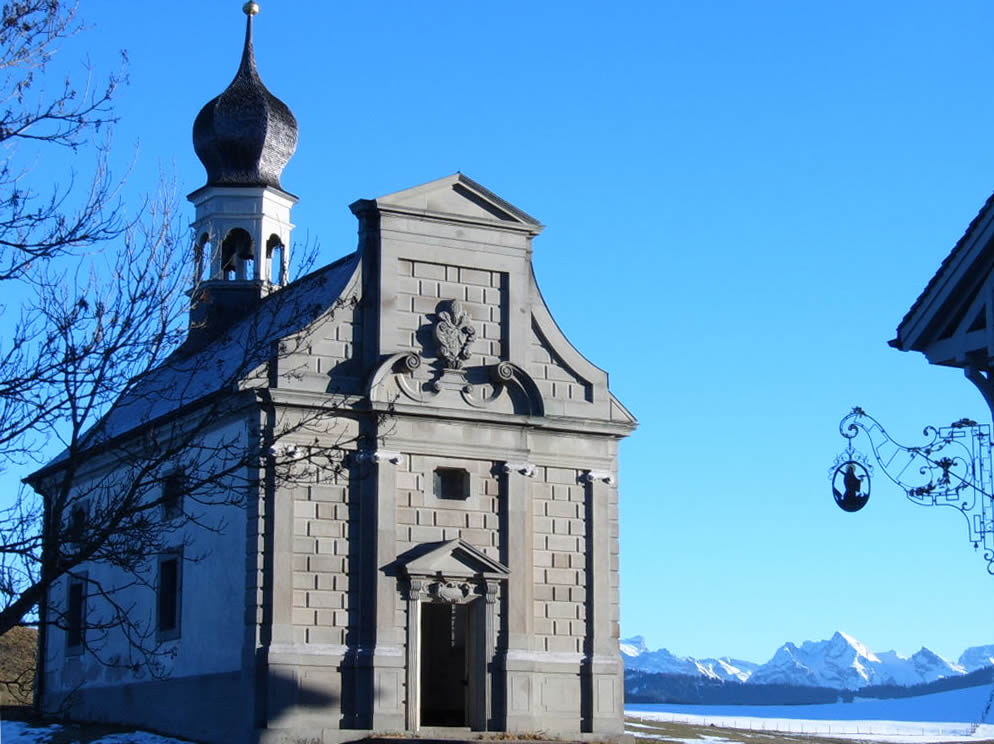
St. Meinrad-Kapelle auf dem Etzelpass
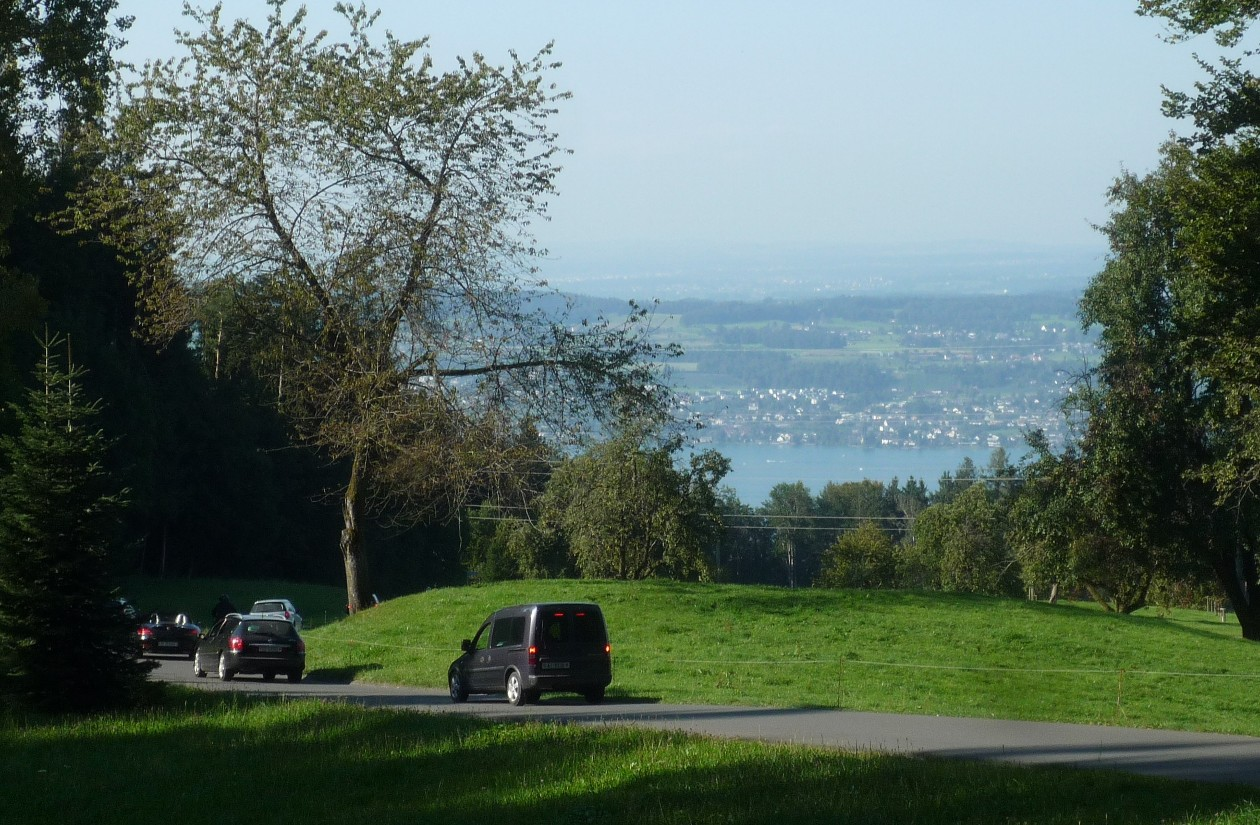
Das schmale Strässchen ist auch Wanderweg – hier auf der Nordseite mit Sicht auf den Zürichsee
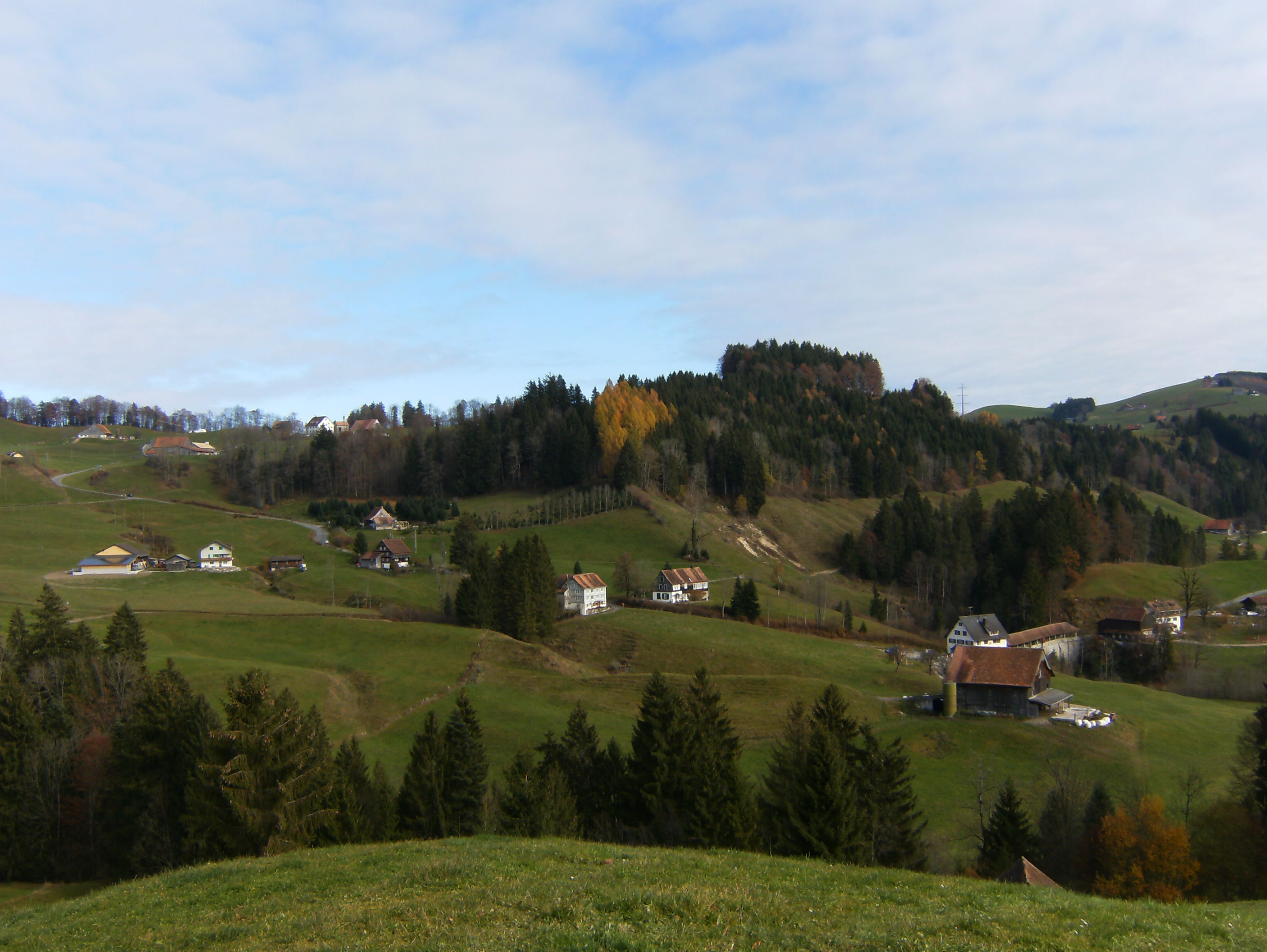
Etzelpass mit Teufelsbrücke im Herbst
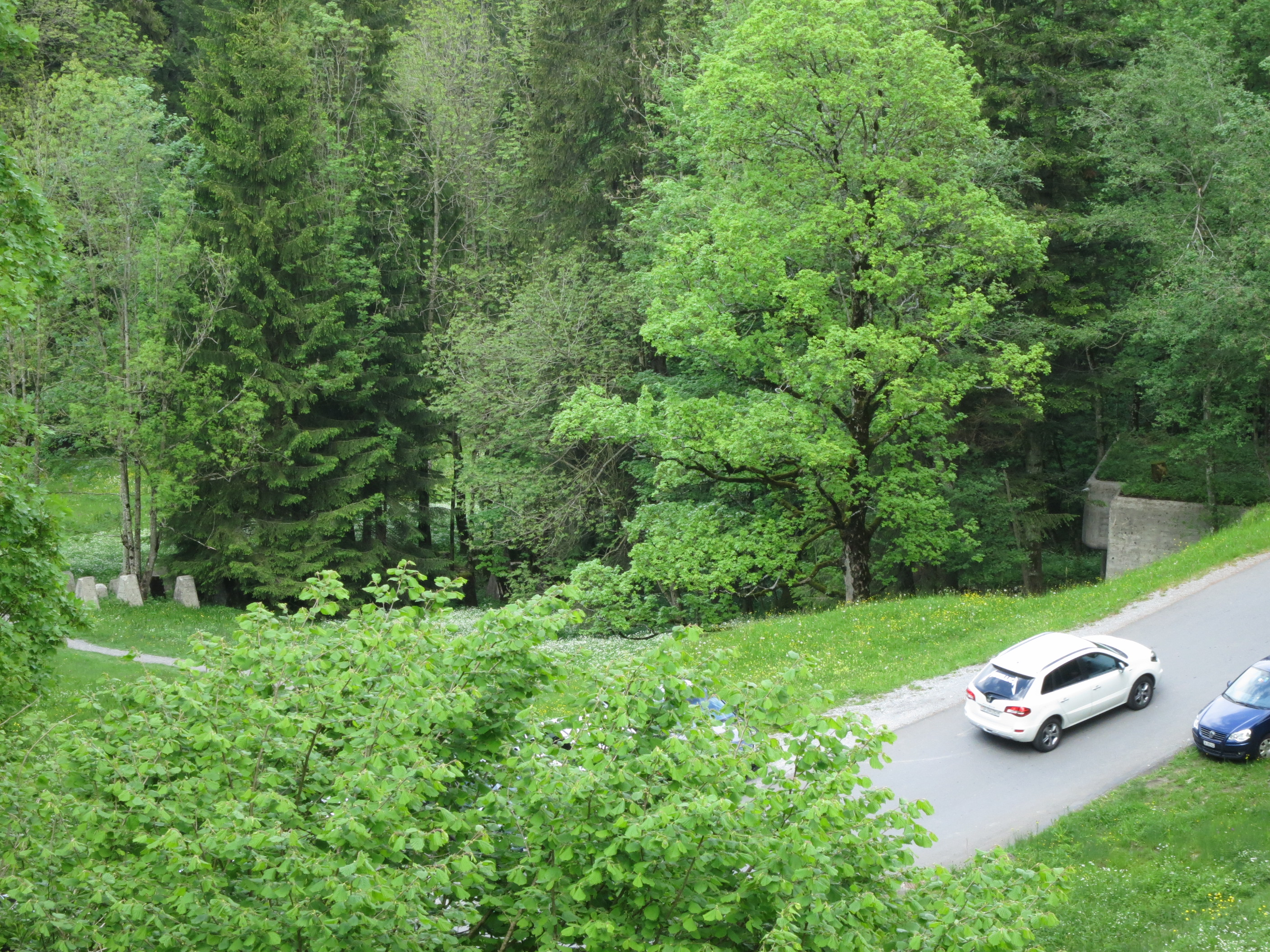
Infanteriebunker Etzelpass Ost A 7104 und GPH 3605
Historisches Luftbild aus 1250 m von Walter Mittelholzer von 1934